# Clastoptera hyalinoapicata
Clastoptera hyalinoapicata är en insektsart som beskrevs av Melichar 1915. Clastoptera hyalinoapicata ingår i släktet Clastoptera och familjen Clastopteridae. Inga underarter finns listade i Catalogue of Life.